# Brasema maculipennis
Brasema maculipennis är en stekelart som beskrevs av Cameron 1905. Brasema maculipennis ingår i släktet Brasema och familjen hoppglanssteklar.
Artens utbredningsområde är Nicaragua. Inga underarter finns listade.